# Vasja Pirc
Vasja Pirc (AFI: [ʋâːsja ˈpîːrt͡s]; Idria, 19 dicembre 1907 – Lubiana, 2 giugno 1980) è stato uno scacchista jugoslavo di etnia slovena, Grande maestro.

## Carriera scacchistica
È noto soprattutto per un'importante apertura che porta il suo nome: la difesa Pirc. Non fu il primo ad adottarla in partita, ma i successi che ha ottenuto con essa hanno contribuito notevolmente a renderla popolare, specialmente in Jugoslavia, tanto che è chiamata anche difesa Jugoslava. Oggi fa parte del repertorio di molti Grandi Maestri. 
Ottenne il primo importante risultato col terzo posto, alla pari con Géza Maróczy, nel torneo di Rogaška Slatina (vinto da Akiba Rubinstein davanti a Salo Flohr).
Partecipò per la Jugoslavia a sei olimpiadi degli scacchi dal 1931 al 1954.
Due volte vincitore del campionato sloveno (1951 e 1953).  
Nel 1933 si classificò 2º dietro a Salo Flohr al classico torneo di Hastings.
Nel 1938 vinse due tornei: Bad Harzburg (davanti a Bogoljubov), e Łódź (davanti a Tartakower).
Vinse cinque volte il Campionato jugoslavo: nel 1935, 1936, 1937, 1948 (alla pari con Gligorić) e 1953.
Conquistò il titolo di Maestro Internazionale nel 1950, e nel 1953 quello di Grande maestro e di Arbitro Internazionale.
Gli è attribuita, assieme a Georgij Lisicyn, la paternità del gambetto Pirc-Lisicyn:
 1.Cf3 f5 2.e4 
Ebbe la soddisfazione di sconfiggere Alekhine, con i pezzi neri, in una partita lampo del 1930, usando proprio la difesa di sua creazione.